# Liste der Baudenkmale in Pauatahanui
Die Liste der Baudenkmale in Pauatahanui umfasst alle vom New Zealand Historic Places Trust (NZHPT) als „Historic Place“ oder „Historic Area“ eingestuften Baudenkmale und Flächendenkmale der neuseeländischen Ortschaft Pauatahanui. Die Angaben stammen aus dem Register des NZHPT. Die Bezeichnungen der Baudenkmale orientieren sich an diesem Register. In die Liste werden auch bekannte Wahi Tapu (Area), kulturell und religiös bedeutsame Stätten und Gebiete der Māori, aufgenommen. Sie werden jedoch meist nicht publiziert.

| Bild                         | Bezeichnung                        | Ort         | Anschrift                                                                                  | Beschreibung                     | Bauzeit   | Eintrag            | Nummer | Kat. |
| ---------------------------- | ---------------------------------- | ----------- | ------------------------------------------------------------------------------------------ | -------------------------------- | --------- | ------------------ | ------ | ---- |
| BW                           | St Joseph’s Church                 | Pauatahanui | SH 58 Karte                                                                                | Kirche, katholische              | 1878      | 2. Juli 1982       | 0205   | 1    |
| weitere Bilder               | Taylor-Stace Cottage               | Pauatahanui | 470 Paremata Road und State Highway 58 Karte                                               | Wohnhaus                         | 1847      | 25. September 1986 | 4108   | 1    |
| St Alban’s Church (Anglican) | St Alban’s Church (Anglican)       | Pauatahanui | 4 Paekakariki Hill Road Karte                                                              | Kirche, anglikanische            | 1895–1898 | 23. Juni 1983      | 1320   | 2    |
| BW                           | Woolshed                           | Pauatahanui | Paekakariki Hill Road Karte (ungenau)                                                      | Wollschuppen                     | 1870er    | 29. November 1985  | 2883   | 2    |
| BW                           | Thomas Hollis Stace Cottage        | Pauatahanui | 2 Paekakariki Hill Road (State Highway 58), Paremata Road und Paremata Haywards Road Karte | Wohnhaus                         | 1860      | 5. September 1985  | 4106   | 2    |
| BW                           | Pauatahanui World War One Memorial | Pauatahanui | 2 Paekakariki Hill Rd (SH58) Karte                                                         | Denkmal für den Ersten Weltkrieg | n.a.      | 5. September 1985  | 4107   | 2    |
| BW                           | Bromley                            | Pauatahanui | State Highway 58, 2M5, Pauatahanui Karte                                                   | Wohnhaus                         | 1913      | 24. März 1988      | 4964   | 2    |
| BW                           | Raised-rim Pits                    | Pauatahanui | Paekakariki Hill Road (State Highway 1), Paekakariki Karte                                 | Gruben mit erhöhtem Rand         | n.a.      | 4. März 1986       | 6138   | 2    |